# Herb gminy Niemce
Herb gminy Niemce – jeden z symboli gminy Niemce, ustanowiony 28 września 2006.

## Wygląd i symbolika
Herb przedstawia na tarczy w polu czerwonym srebrny portyk z czterema kolumnami nad błękitną linią falistą, a powyżej niego godła z herbów: Korczak i Dąbrowa.